# یوشی کاتو
یوشی کاتو (به ژاپنی: 加藤 嘉 Katō Yoshi) یک بازیگر فیلم ژاپنی بود. او در بیش از ۱۷۵ فیلم بین سال‌های ۱۹۴۹ و ۱۹۸۸ ظاهر شد.